# France 4
France 4 es una cadena de televisión de servicio público francés perteneciente a France Télévisions. Su oferta es de carácter generalista enfocada a un público joven y familiar, y la cobertura de eventos y espectáculos. El está disponible en abierto a través de la TDT. Durante el día, la cadena difunde principalmente el bloque para niños Okoo.
France 4 debía cerrar el 9 de agosto de 2020 en la TDT pero se pospuso para el 20 de agosto de 2021 debido a la pandemia de COVID-19. Sin embargo, el presidente Emmanuel Macron declaró públicamente en mayo de 2021 su voluntad de mantener el canal.

## Historia
El canal surgió el 24 de junio de 1996 como un temático que alimentase la oferta del nuevo operador de satélite TPS, del cual France Télévision era accionista. Así surgió "Festival", un nuevo canal que se encargaría de programar películas de prestigio y grandes sagas cinematográficas.
En el año 2001 el gobierno socialista de Lionel Jospin solicitó al presidente de France Télévisions iniciar un proyecto de canales a través de la nueva tecnología de la televisión digital terrestre, a lo que se respondió con un proyecto de tres canales: France 1 (información continua), France 4 (dedicada a las regiones francesas) y France 6 (reemisiones de France 2 y France 3 en diferentes horarios). Sin embargo, el cambio de gobierno y un reajuste en el presupuesto variaron el proyecto, pasando a ser conformado por France 5 durante las 24 horas (El canal Arte iría aparte) y el canal del Parlamento francés.
France Télévisions cambió de opinión para añadir un nuevo canal, que debido a la falta de presupuesto surgiría a partir de Festival, encargando para ello una nueva parrilla e identidad corporativa. En 2002 el Consejo Audiovisual francés autoriza la presencia de Festival en la TDT, y la parrilla propuesta se basaría en espectáculos y eventos, deporte, ficción, cine y series, convirtiendo así al canal en una oferta mini-generalista. France 4 nacería como tal en abril de 2005.
En enero de 2009, Arte cede el 11 % que poseía de France 4 a France Televisions, que a partir de este momento será el único accionista del canal.
En 2018, el Gobierno anunció que el canal finalizaría sus transmisiones en 2020, para convertirse en un canal en línea. El objetivo es desarrollar la oferta de programas juveniles, en vista de que las generaciones jóvenes se alejan de la televisión para visualizar contenido en línea. En 2019, se lanzó el servicio Okoo que eventualmente debería reemplazar a France 4.
Sin embargo, el presidente Emmanuel Macron declaró públicamente en mayo de 2021 su voluntad de mantener el canal, por lo que el único afectado en los recortes fue France Ô.

## Identidad visual

### Logotipos

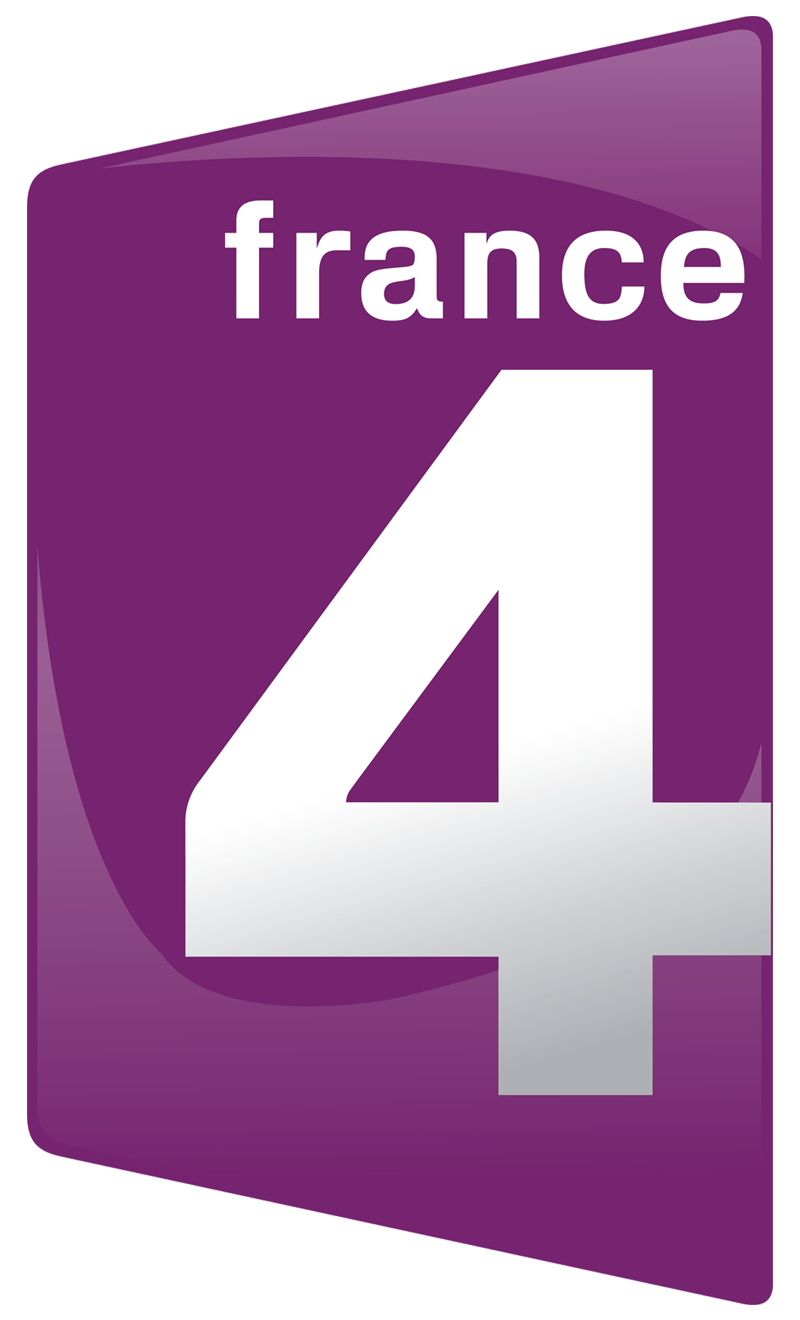
Logo de France 4 del el 7 de abril de 2008 al 19 de septiembre de 2011
Logo de France 4 del 19 de septiembre de 2011 al 28 de marzo de 2014
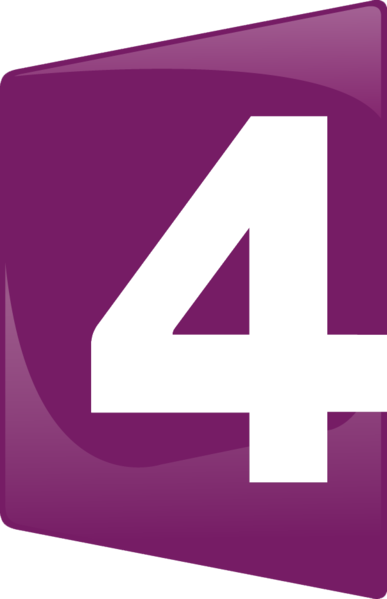
Logo de France 4 del 28 de marzo de 2014 al 29 de enero de 2018
Logo de France 4 desde el 29 de enero de 2018
Logo alternativo de France 4 desde el 29 de enero de 2018

### Eslóganes
- marzo de 2005 : "Le plaisir avant tout"
- 2011 : "Stimulant sans arômes artificiels"
- septiembre de 2011 : "Elle n'a pas fini de vous surprendre"
- octubre de 2012 : "L'esprit positif"
- octubre de 2014 : "Ça déchaîne"
- enero de 2018 : "4 fois plus ensemble"

## Programación
France 4 posee una oferta de carácter minigeneralista. En los estatutos de France Télévisions se reserva al canal la cobertura de eventos culturales, artísticos y espectáculos. Dentro de su programación tiene presencia la oferta deportiva, enfocada a diversos eventos y Campeonatos Internacionales como Roland Garros, competiciones futbolísticas francesas, la NFL o Mundiales de judo o rugby. Está enfocada a un público juvenil, por lo que también ofrece series internacionales (muchas de ellas de Estados Unidos).

## Denominaciones del canal
- Festival (1996–2005)
- France 4 (desde el 31 de marzo de 2005)

## Organización

### Dirigentes de France 4
Directores generales :
- Philippe Chazal : 31 de marzo de 2005 - 27 de septiembre de 2005[2]

- Hayet Zeggar : 27 de septiembre de 2005 - 8 de abril de 2008[3]

- Claude-Yves Robin : 8 de abril de 2008 - agosto de 2010[4]

- Emmanuelle Guilbart : agosto de 2010 - enero de 2013[5]

Directores des programas :
- Yves Bigot : 2005 - 2006
- Bruno Gaston : 2006 - 2010[6]

- Vincent Broussard : 17 de enero de 2011 - 1 de junio de 2012[7]

- Sandrine Roustan : 1 de junio de 2012 - 21 de octubre de 2013[8]

- Tiphaine De Raguenel : desde el 22 de octubre de 2013

### Capital
Del 31 de marzo de 2005 al 4 de enero de 2010, France 4 es una sociedad nacional pública controlada en un 100 % por el estado francés. Después de esa fecha perdió su estatus de sociedad para formar parte de France Televisions SA cuyo capital pertenece en un 100 % al estado francés.

### Ubicación
La ubicación de France 4 está situada en el 7 de la explanada Henri de France en el 15.º arrondisement de París, en sede de France Televisions.

## Audiencias
France 4 en 2013, ocupó la 14.ª posición de las cadenas francesas.
|      | Enero | Febrero | Marzo | Abril | Mayo  | Junio | Julio | Agosto | Septiembre | Octubre | Noviembre | Diciembre | Media Anual |
| ---- | ----- | ------- | ----- | ----- | ----- | ----- | ----- | ------ | ---------- | ------- | --------- | --------- | ----------- |
| 2005 |       |         |       |       |       |       |       |        |            |         |           |           |             |
| 2006 |       |         |       |       |       |       |       |        |            |         |           |           |             |
| 2007 |       |         |       |       | 0,4 % | 0,5 % | 0,5 % | 0,6 %  | 0,5 %      | 0,4 %   | 0,5 %     | 0,6 %     | 0,4 %       |
| 2008 | 0,6 % | 0,6 %   | 0,7 % | 0,8 % | 0,9 % | 0,8 % | 0,9 % | 0,9 %  | 0,9 %      | 1,1 %   | 1,1 %     | 1,1 %     | 0,9 %       |
| 2009 | 1,0 % | 1,0 %   | 1,0 % | 1,0 % | 1,1 % | 1,0 % | 1,0 % | 1,0 %  | 1,0 %      | 1,2 %   | 1,2 %     | 1,3 %     | 1,1 %       |
| 2010 | 1,4 % | 1,4 %   | 1,6 % | 1,7 % | 1,7 % | 1,6 % | 1,5 % | 1,5 %  | 1,6 %      | 1,7 %   | 1,7 %     | 1,8 %     | 1,6 %       |
| 2011 | 1,7 % | 1,7 %   | 1,8 % | 1,8 % | 2,0 % | 2,1 % | 2,0 % | 2,1 %  | 2,0 %      | 1,9 %   | 2,0 %     | 2,3 %     | 2,0 %       |
| 2012 | 2,3 % | 2,2 %   | 2,0 % | 2,0 % | 2,3 % | 2,2 % | 2,0 % | 2,2 %  | 2,1 %      | 2,0 %   | 2,0 %     | 1,9 %     | 2,1 %*      |
| 2013 | 1,7 % | 1,6 %   | 1,6 % | 1,7 % | 2,0 % | 1,9 % | 1,8 % | 1,8 %  | 1,7 %      | 1,9 %   | 1,7 %     | 1,7 %     | 1,8 %       |
| 2014 | 1,7 % | 1,6 %   | 1,7 % | 1,5 % | 1,6 % | 1,5 % | 1,6 % | 2,1 %  | 1,6 %      | 1,5 %   | 1,3 %     | 1,4 %     | 1,6 %       |
| 2015 | 1,5 % | 1,6 %   | 1,6 % | 1,7 % | 1,7 % | 1,7 % | 1,8 % | 1,8 %  | 1,8 %      | 1,9 %   | 1,6 %     | 1,9 %     | 1,7 %       |
| 2016 | 1,9 % | 1,9 %   | 1,9 % | 2,0 % | 2,0 % | 1,7 % | 2,0 % | 2,1 %  | 1,8 %      | 2,0 %   | 1,8 %     | 1,9 %     | 1,9 %       |
| 2017 | 1,9 % | 1,8 %   | 1,7 % | 1,7 % | 1,8 % | 2,0 % | 2,1 % | 1,9 %  | 1,8 %      | 1,7     | 1,5 %     |           | 1,8 %       |

Fuente : Médiamétrie
Leyenda :
Fondo verde : Mejor resultado histórico.
Fondo rojo : Peor resultado histórico.